# Phanerobunus hebes
Phanerobunus hebes is een hooiwagen uit de familie Triaenonychidae.